# Иванчин-Писарев, Алексей Михайлович
Алексей Михайлович Иванчин-Писарев (Писарев) (1802 — 1847, село Чаплыгино, Бронницкий уезд, Московская губерния) — морской офицер, гидрограф. В канун событий 14 декабря 1825 года входил в круг общения флотских офицеров «свободного образа мыслей». Был под подозрением у следственного комитета по делу декабристов. По решению императора Николая I был переведён из Петербурга в Архангельск «под бдительный надзор начальства». Под руководством М. Ф. Рейнеке участвовал в беломорских гидрографических экспедициях, результаты которых были использованы при уточнении карт и гидрографического описания Белого моря.

## Биография

### Происхождение и образование
Родился в потомственной дворянской семье, принадлежавшей к московской ветви старинного рода Иванчиных-Писаревых.
Дед — секундмайор Иван Михайлович Иванчин-Писарев на три срока подряд с 1785 по 1794 годы избирался бронницкими дворянами на должность уездного судьи.
Отец — поручик Михаил Иванович Иванчин-Писарев на 1801—1803 годы был избран заседателем Бронницкого нижнего земского суда, а позднее — капитан-исправником.
28 февраля 1818 года Иванчин-Писарев был принят в Морской кадетский корпус. В 1819 году был произведён в гардемарины. Окончил корпус мичманом 1 марта 1822 года.

### Начало службы
Службу проходил в 7-м флотском экипаже. В 1824 году был назначен командиром финляндской таможенной яхты. В июне 1826 года ходил по Балтийскому морю на флагманском корабле адмирала Р. В. Кроуна «Князь Владимир».
Был в дружеских отношениях с членами кружка военных моряков, составлявших общество офицеров Гвардейского экипажа, участвовал в общих дискуссиях на политические темы. По словам одного из основателей этого общества А. П. Беляева — «Писарев, который меня очень любил, был один, над которым мы сделали некоторое влияние… Если Писарев будет несчастлив, то это на моей душе грех…».

### Следствие по делу 14 декабря 1825 года
В своих признательных показаниях мичман В. А. Дивов писал, что «часто бывал у нас мичман Писарев, с которым мы говорили о свободе. С ним же в последнее время я стал переписываться; в одном из своих писем, когда умер государь, то я ему писал: Вот мы говорили, что со смертью государя будет Революция. Вот и случилось, а ничего нет, всё от того, что лишь говорят, а ничего не делают. … и он отвечал мне в том же духе».
Уже после ареста А. П. Беляев, который читал это ответное письмо, спрашивал Дивова, «…сожжено ли Писарево письмо, а то оно и вас и его погубит».
Мичман А. М. Иванчин-Писарев, не принимавший непосредственного участия в событиях 14 декабря 1825 года, оказался в числе 110 наказанных в административном (несудебном) порядке лиц, дела которых не были переданы в Верховный уголовный суд, так как их причастность к событиям 14 декабря 1825 года не была доказана или была признана следователями незначительной.
В «Алфавите Боровкова» отмечено, что по докладу следственной комиссии мичмана 7-го флотского экипажа А. М. Иванчина-Писарева, «13-го июля высочайше повелено перевесть в Архангельск с тем, чтобы там состоять на службе под бдительным надзором начальства».

### Служба на Белом и Балтийском морях
В Архангельске Иванчин-Писарев познакомился с М. Ф. Рейнеке, которому было поручено проведение описи Белого моря и руководство экспедиционным отрядом кораблей в составе брига «Лапоминка» и двух шхун. По предложению Рейнеке поднадзорный мичман был включён в штаты экспедиции.
Гидрографические работы в Белом море продолжались в 1827—1830 годах. Рейнеке высоко оценил самоотверженность и «редкое и неусыпное усердие» Иванчина-Писарева. 22 февраля 1828 года он был произведён в лейтенанты. Летом 1830 года, во время отсутствия Рейнеке, исполнял обязанности командира «Лапоминки».
В соответствии с положительной аттестацией — «поведения хорошего, нравственности доброй» — А. М. Иванчин-Писарев в мае 1831 года был переведён в 26-й флотский экипаж в Свеаборг, но, когда через несколько месяцев в связи со смертью отца он получил отпуск для приведения в порядок семейного имения селе Чаплыгино (ранее — Чеплыгино) Бронницкого уезда Московской губернии, московскому военному генерал-губернатору Д. В. Голицыну было поручено «учредить за лейтенантом Иванчиным-Писаревым секретный надзор во время пребывания его в означенном уезде».
В 1833—1834 годах крейсеровал в Балтийско море на корабле «Кронштадт» и на военном пароходе «Геркулес». 24 февраля 1837 года был уволен со службы в 12-м флотском экипаже с чином капитан-лейтенанта для «определения к статским делам».
Умер в 1847 году. Похоронен в селе Чаплыгине рядом с церковью, построенной его отцом.

## Память
Председатель декабристской секции Государственного музея истории Санкт-Петербурга К. Э. Кузнецова писала: «В итоговых трудах Беломорской экспедиции — „Атласе Белого моря“ (1833) и в двухтомном „Гидрографическом описании Северного берега России“ М. Ф. Рейнеке (1850) — есть лепта и лейтенанта (с 1828 года) Алексея Михайловича Иванчина-Писарева».
В 1833 году в честь моряка-гидрографа товарищами по экспедиции в Белом море был назван мыс Писарева — северо-восточная оконечность острова Нелидова, находящегося в заливе Пахтусова Южного острова Новой Земли. 70°36′29″ с. ш. 56°41′51″ в. д.
Иванчину-Писареву посвящены страницы книг историков и писателей — В. М. Пасецкого («В погоне за тайной века» и «Географические исследования декабристов»), В. С. Пикуля («Два портрета неизвестных»), Фруменкова Г. Г. и Волынской В. А. («Декабристы на Севере»).

## Комментарии
1. ↑  В июне 1826 года «Князь Владимир» с доукомплектованным после ремонта корабля экипажем в составе эскадры Р. В. Кроуна крейсировал по Балтике. 26 июня вернулся на кронштадтский рейд. 13 июля 1826 года по решению императора на его борту был совершён обряд разжалования моряков-декабристов, среди которых оказались и товарищи А. М. Иванчина-Писарева. — Чернышёв А. А.  Морская гвардия отечества — М.: Вече, 2013. — 296 с. ISBN 978-5-4444-0938-1.
2. ↑  В списке из 11 членов общества офицеров Гвардейского экипажа историк, исследователь декабристского движения П. В. Ильин отметил А. М. Иванчина-Писарева, как единственного из них, не принявшего участия в выступлении 14 декабря 1825 года.
3. ↑  М. Ф. Рейнеке был в близких отношениях с ссыльными декабристами братьями Н. А. и М. А. Бестужевыми и много лет переписывался с ними.